# Рекетия
Рекетия (лит. Reketija) — деревня в Калварийском самоуправлении Мариямпольского уезда Литвы. Входит в состав Любавасского староства.

## География
Деревня расположена на юго-западе Литвы, в пределах Судувской возвышенности, на западном берегу озера Рекетийос, вблизи государственной границы с Польшей, на расстоянии приблизительно 27 километров к юго-западу от города Мариямполе, административного центра уезда. Абсолютная высота — 156 метров над уровнем моря.
Ближайшие населённые пункты: Ковай, Сабалявас, Сенабудис, Салапераугис, Трибарчяй.
Климат
Климат деревни характеризуется как умеренно континентальный с чертами морского (Dfb в классификации климатов Кёппена).

## История
В 1827 году в деревне Рыкацее имелся 41 дом и проживало 298 человек.
В 1888 году в населённом пункте числилось 406 человек. В национальном составе 100 % составляли поляки. В административном отношении деревня входила в состав гмины Любово Кальварийского уезда Сувалкской губернии.

## Население
По данным официальной переписи 2011 года численность населения Рекетии составляла 25 человек (13 мужчин и 12 женщин).